# アイキャッチ
アイキャッチとは、主にテレビ番組の放送の途中で番組タイトル等を挿入する演出である。

## 概要
主にコマーシャル（CM）に入るシーンの前後に挿入され、これをアイキャッチの定義とする文献も見られる。CMの前後以外にアイキャッチを用いる例としては、バラエティ番組で別コーナーに移行する際に短いアイキャッチを挿入する演出が見られ、この場合はシーンの区切りの演出として用いられる。この用法は、近年はYouTube等の動画共有サービスに投稿されている動画などにも見受けられる。NHKや一部の有料放送局（WOWOWやスカパー!など）のような、CMが入らないテレビ局の番組でもアイキャッチが挿入されることがある（NHKが初めて用いたのが「未来少年コナン」）。
番組終了時の提供クレジット表示時の背景や、その後に流されるものは「エンドカード」と呼ぶことが多い。

## 演出
多くはアイキャッチ専用の演出を電子テロップなどで数秒間に渡って全画面的に表示するが、画面端にタイトルロゴのスーパーを表示するのみの控えめな演出を用いる場合もある。前者後者ともに、アイキャッチに合わせて専用のBGMやタイトルの読み上げと言った演出が合わせて行われる場合もある。

### テレビアニメにおける事例
テレビアニメ（特撮テレビドラマでもアニメと同じものが使われている）におけるエンドカードでは、アニメ原作者、出版社関連作家、ゲストイラストレーター、漫画家などによる書き下ろしイラストを使用することがある。
作品により、毎回固定の映像を流す場合や、各話ごとに異なる演出の物が存在する。中にはシーンの一部を編集して専用のアイキャッチが製作されることもある。
アイキャッチ間にCMを挟むことから、それを利用して簡単なクイズに仕立てることもあり、Aパート終了後のアイキャッチで出題し、Bパート開始前のアイキャッチで答えを出している。まれに引っかけクイズも出される。『ポケットモンスターシリーズ』におけるポケモンシルエットクイズが代表的な事例。
外国・外資系アニメチャンネルのほとんどの場合、日本製アニメを放送するときは、オリジナルのアイキャッチをチャンネル独自のアイキャッチに差し替えている。これは、主力コンテンツの海外アニメに合わせて、全ての放送作品にチャンネル独自のアイキャッチが製作されているためである。

### その他の事例
スポーツ中継や報道番組においてもCMの前後にアイキャッチが挿入される番組が見受けられる。スポーツ中継の場合、リプレイ映像とLIVE映像の切替時の演出に全画面のアイキャッチを用いる場合もある。また、近年では2020東京オリンピックや2022年北京オリンピックではCMの前後に民放全局共通のアイキャッチを使用した。
テレビ番組以外の事例として、OVAやアニメ映画などで演出としてアイキャッチが挿入されている作品がある。
それ以外の例としては、液晶画面付きのパチンコ機やパチスロ機にてステージ移行演出やリーチハズレ後の画面遷移時にアイキャッチ的な演出を使用している機種も見受けられる。